# Escuela de vagabundos
Escuela de vagabundos es una película mexicana de 1955, dirigida por Rogelio A. González y protagonizada por Pedro Infante y Miroslava Stern. Esta película cuenta con la participación especial de: Blanca de Castejón, Óscar Pulido, Anabel Gutiérrez, Fernando Casanova, Liliana Durán, Eduardo Alcaraz, Dolores Camarillo, Óscar Ortiz de Pinedo, Aurora Walker, Carlos Bravo y Fernández, Ramón Valdés, y Carlos Robles Gil. Esta película está basada en un argumento de Jack Jevne y es una versión de la película Merrily We Live (1938), todo un clásico del screwball. Otra versión mexicana de la misma historia es El criado malcriado (1969), protagonizada por Mauricio Garcés y Rosa María Vázquez.

## Argumento
La película gira en torno a la peculiar familia Valverde. Emilia (Blanca de Castejón) es ama de casa y tiene por costumbre proteger, alimentar y dar asilo a todos los vagabundos que se acercan a su hogar. Pese a  las continuas críticas de la familia, puesto que todos aquellos a los que ha ayudado les han robado, ella sigue empeñada en rescatar a cuanto mendigo pueda. La familia la completan su esposo Miguel (Óscar Pulido) y sus hijas Susana (Miroslava Stern) y Laura (Annabelle Gutiérrez). 
Por otra parte, el compositor de moda José Alberto Medina (Pedro Infante) pide a un amigo (José Muñoz) que le preste su automóvil para ir de cacería; al conducir el vehículo por una carretera en subida el auto se calienta y se queda parado, Alberto baja de éste para ponerle agua, pero al no tener puesto el freno de mano se va al fondo de un barranco. El señor Medina necesita avisar de lo ocurrido a su amigo, por lo que tiene que buscar un teléfono y llega a la lujosa casa de la familia Valverde. Cuando toca a la puerta para que le permitan hacer una llamada, creen que es un vagabundo debido a su andrajoso aspecto. Atraído por Susy, él les sigue la corriente y acepta que lo ayuden dándole el puesto de chofer, con el cual puede hacer su lucha y que la señorita Valverde le haga caso.
Los enredos no se hacen esperar, sobre todo cuando Miguel pide a su esposa Emilia que eche al vagabundo, ya que tienen de invitados a la familia Vértiz y quiere tratar un negocio importante con el Sr. Vértiz (Óscar Ortiz de Pinedo), presidente del Banco de Oriente, de la Cámara de Comercio del Centro, de la Beneficencia latinoamericana y del Club de Tigres, al cual ha pedido su ayuda.
Los Valverde se encuentran en constante tensión ya que creen que Alberto al ser un vagabundo podría hacerlos quedar en ridículo en cualquier momento; pero el Sr. Vértiz entabla una plática amistosa con él, ya que cree que es socio comercial de Miguel Valverde.
El conflicto amoroso entre Susana Valverde y Alberto Medina continúa y se hace más fuerte cuando Patricia Vértiz (Liliana Duran) se interesa en él, generando celos en Susy por los constantes coqueteos que le hace Paty a Alberto. 
El último enredo de esta comedia por resolver es el fallecimiento de Alberto, ya que la policía de tránsito encuentra destrozado el automóvil en el que viajaba el compositor y la prensa cree que ha muerto.

## Reparto
- Pedro Infante .... Alberto Medina (compositor y vagabundo).
- Miroslava Stern .... Susana "Susy" Valverde.
- Blanca de Castejón .... Emilia de Valverde
- Óscar Pulido .... Miguel Valverde
- Anabel Gutiérrez .... Laura "Lala" Valverde.
- Fernando Casanova .... Mauricio Jiménez (novio de Susy).
- Liliana Durán.... Patricia Vértiz
- Eduardo Alcaraz .... Audifaz (mayordomo).
- Dolores Camarillo .... Pancha (servicio doméstico).
- Óscar Ortiz de Pinedo .... Sr. Humberto Vértiz (presidente del Banco de Oriente).

### Elenco de apoyo
- Aurora Walker .... Señora de Vértiz
- Ramón Valdés «Don Ramón» .... taxista
- Carlos Bravo y Fernández .... Romualdo Pérez (personal de la agencia de servicio).
- Alicia Téllez Girón .... Sra. Ángela Ibáñez (invitada).
- Carlos Robles Gil .... Sr. Gómez (invitado).
- José Muñoz .... (amigo de Alberto y propietario del vehículo Ford que se cayó al barranco).

## Premios
La película fue galardonada con dos premios Ariel en base al reconocimiento actoral de 2 de sus intérpretes.
| Galardón      | Categoría                   | Ganadora            |
| ------------- | --------------------------- | ------------------- |
| premios Ariel | mejor co-actuación femenina | Blanca de Castejón  |
| premios Ariel | mejor actuación juvenil     | Annabelle Gutiérrez |

## Producción
Es una producción de Diana Films S. A., la película es una cine comedia de Paulino Masip y Fernando de Fuentes (productor ejecutivo), basada en el argumento de J. Jevne, bajo la dirección de Rogelio A. González, fotografía de Rosalío Solano, la escenografía de Javier Torres Torija, edición de José W. Bustos, musicalización por Manuel Esperón, diálogos de José D. Pérez, maquillaje por Dolores C. Frausto y la decoración de Raúl Serrano.
El rodaje tuvo lugar en los Estudios Clasa en asociación con el productor Antonio Matouk.

## Musicalización
Durante el transcurso de la película Pedro Infante interpretaba 5 canciones:
| Canción            | Autor                                            | Intérprete    | Acompañamiento                                      |
| ------------------ | ------------------------------------------------ | ------------- | --------------------------------------------------- |
| Cucurrucucú paloma | Tomás Méndez S.                                  | Pedro Infante | Mariachi Vargas de Tecalitlán Trío Los Caporales    |
| ¿Quién será?       | Pablo Beltrán Ruiz                               | Pedro Infante | Trío Los Caporales                                  |
| Grito prisionero   | Gabriel Ruiz Galindo y L. de la Fuente           | Pedro Infante | Orquesta de la Sección de Filarmónicos del S.T.P.C. |
| Nana Pancha        | Fernando Estenoz, Miguel Medina y Antonio Medina | Pedro Infante | Orquesta de la Sección de Filarmónicos del S.T.P.C. |
| Adiós Lucrecia     | Federico Curiel y Rosendo Ruiz                   | Pedro Infante | Orquesta de la Sección de Filarmónicos del S.T.P.C. |

## Comentarios
Este filme ocupa el lugar 91 dentro de la lista de las 100 mejores películas del cine mexicano, según la opinión de 25 críticos y especialistas del cine en México, publicada por la revista somos en julio de 1994.
Esta película la dedicó Pedro infante a su amigo Alberto Medina, originario de Parral Chihuahua.